# Reinaldo de Braquemont
Reginaldo de Braquemont (em francês: Regnault; França, 1300 - Cocherel, Lizy-sur-Ourcq, Meaux, Seine-et-Marne, França, 13 de março de 1364) foi um nobre do Reino de França, camareiro do rei Filipe III de Navarra e Senhor de Bracquemont e Traversain na Normandia.

## Relações familiares
Foi filho de Reginaldo de Travacan e com uma senhora cujo nome a história não registou teve:
1. Maria de Bracquemont Florenville et Sedan (1340 -?) casada por duas vezes, a primeira com João III de Bettencourt (1339 - 1364) e a segunda com Rogério Suarto de Montreville,
2. Mateus de Braquemont (Traversain, Normandía, França, 1320 - ?), clérigo de Baieux e casado casou com Isabel de Saint Martin ou Isabel de Clermont (Saint-Martin-le-Gaillard, Eu, Dieppe, atual Sena Marítimo, França, 1320 - 1376), filha de João de Saint-Martin-le-Gaillard (1290 -?) e de Isabel de Harcourt (1288 - 1340), filha de João I de Harcourt (1198 - 5 de novembro de 1288), visconde de Châtellerault e de Saint-Sauveur e de Alice de Beaumont (1224 -?).